# Amy Van Dyken
Amy Van Dyken, née le 15 février 1973 à Englewood dans le Colorado, est une ancienne nageuse américaine. Six fois championne olympique en 1996 et 2000, elle fut la première américaine à remporter quatre médailles d'or lors de mêmes Jeux olympiques. Elle est aussi multiple championne du monde et ancienne détentrice du record du monde du 50 m nage libre en petit bassin.

## Biographie
Atteinte d'un asthme sévère, Amy Van Dyken commença à nager sur les conseils d'un médecin pour renforcer sa capacité respiratoire. Elle participe à de nombreuses compétitions dans le Colorado, état dont elle améliore les records sur les épreuves de sprint en nage libre dès le début des années 1990. En 1992, elle manque de peu la qualification olympique en échouant à la quatrième place des sélections américaines sur 50 m. Après le lycée, elle rejoint l'Université d'Arizona et fait ses débuts en compétition NCAA. Deux ans plus tard, elle rejoint le Colorado et se révèle en 1994 en battant son premier record national sur 50 yd nage libre. Aux championnats NCAA 1994, elle approche l'expérimentée Jenny Thompson, multiple médaillée olympique, sur 100 yd nage libre. Elle concrétise l'année par une sélection pour les championnats du monde organisés à Rome. Elle y remporte la médaille de bronze sur l'épreuve du 50 m nage libre avant de participer aux secondes places obtenues par les relais américains 4 × 100 m nage libre et 4 × 100 4 nages.
Désignée nageuse NCAA de l'année 1994, elle rejoint l'année suivante le Centre d'entraînement de l'équipe olympique américaine situé à Colorado Springs pour préparer au mieux le rendez-vous olympique d'Atlanta prévu en 1994.
Triple médaillée mondiale en 1994, Amy Van Dyken confirme son potentiel au sein de l'équipe américaine de natation en 1995. Lors des Jeux panaméricains de Mar del Plata, elle remporte trois médailles d'or dont une en individuelle sur le 100 m papillon. Titrée avec les relais 4 × 100 m nage libre et 4 × 100 4 nages, elle devient rapidement une membre essentielle du quatuor américain en vue des Jeux olympiques d'Atlanta.
Lors de la compétition, la nageuse y réalise la performance de gagner quatre épreuves. Terminant tout d'abord au pied du podium sur l'épreuve du 100 m nage libre, elle se console avec le relais américain 4 × 100 m nage libre où elle remporte la médaille d'or devant le relais chinois. Elle remporte ensuite une seconde médaille d'or en gagnant le 100 m papillon. Le même jour, elle participe à la victoire du relais américain 4 × 100 m 4 nages. Enfin, elle remporte la finale du 50 m nage libre devant la détentrice du record du monde de la spécialité, la Chinoise Jingyi Le. Elle devient, grâce à ses quatre médailles d'or, la première sportive américaine à devenir quadruple championne olympique au cours de mêmes Jeux olympiques. Plus encore, elle est la sportive la plus médaillée de ces Jeux tous pays et sports confondus. Grâce à ses performances, elle est sacrée meilleure sportive de l'année lors des ESPY Awards, est désignée nageuse de l'année par le magazine Swimming World Magazine et sportive de l'année par l'agence Associated Press. Faisant la une de célèbres magazines américains (USA Today, Newsweek ou Sports Illustrated), la nageuse apparaît également dans certains shows à la télévision.
En 1996, elle bat son unique record du monde en carrière en améliorant le meilleur temps de l'histoire sur l'épreuve du 50 m papillon. Ce record du monde a tenu jusqu'en 1999.
La suite de sa carrière est perturbée par des blessures mais qui ne l'empêchent cependant pas de glaner trois titres mondiaux en 1998 à Perth. Deux ans plus tard, elle participe à ses seconds J.O. à Sydney en aidant à la conservation des titres olympiques des relais américains 4 × 100 m nage libre et 4 × 100 4 nages. Peu brillante en individuelle (une quatrième place lors de la finale du 50 m nage libre), c'est après la compétition qu'elle annonce son retrait des bassins professionnels.
En 2007, elle fait partie des nouveaux nageurs admis à l'International Swimming Hall of Fame, ce musée sportif distinguant les meilleurs nageurs de l'histoire.

## Palmarès

### Jeux olympiques
- Jeux olympiques de 1996 à Atlanta (États-Unis) :
  -  Médaille d'or sur le 50 m nage libre (24 s 87 en finale).
  -  Médaille d'or sur le 100 m papillon (59 s 13 en finale).
  -  Médaille d'or avec le relais américain 4 × 100 m nage libre (3 min 39 s 29 en finale).
  -  Médaille d'or avec le relais américain 4 × 100 m 4 nages (4 min 02 s 88 en finale).
  - 4e sur le 100 m nage libre (55 s 11 en finale).

- Jeux olympiques de 2000 à Sydney (Australie) :
  -  Médaille d'or avec le relais américain 4 × 100 m nage libre (3 min 39 s 29 en finale).
  -  Médaille d'or avec le relais américain 4 × 100 m 4 nages (participe lors des séries éliminatoires).
  - 4e sur le 50 m nage libre (25 s 04 en finale).

### Championnats du monde
- Championnats du monde 1994 à Rome (Italie) :
  -  Médaille d'argent avec le relais américain 4 × 100 m nage libre (3 min 41 s 50 en finale).
  -  Médaille d'argent avec le relais américain 4 × 100 m 4 nages (4 min 6 s 50 en finale).
  -  Médaille de bronze sur l'épreuve du 50 m nage libre (25 s 18 en finale).
- Championnats du monde 1998 à Perth (Australie) :
  -  Médaille d'or sur l'épreuve du 50 m nage libre (25 s 15 en finale).
  -  Médaille d'or avec le relais américain 4 × 100 m nage libre (3 min 42 s 11 en finale).
  -  Médaille d'or avec le relais américain 4 × 100 m 4 nages (4 min 1 s 93 en finale).

### Divers
- Jeux panaméricains :
  - 1995 (en) à Mar del Plata : 3 médailles d'or (100 m papillon, 4 × 100 nage libre, 4 × 100 4 nages), 1 médaille d'argent (100 m nage libre).

## Record
1 record du monde sur 50 m papillon :
- 26 s 55 le 1er mai 1996 à Phoenix (battu en 1999 par Inge de Bruijn).